# Impatiens hengduanensis
Impatiens hengduanensis är en balsaminväxtart som beskrevs av Yi Ling Chen. Impatiens hengduanensis ingår i släktet balsaminer, och familjen balsaminväxter. Inga underarter finns listade i Catalogue of Life.